# Teddy Picker
Singles de Arctic Monkeys
Fluorescent Adolescent
(2007) Crying Lightning
(2009)
Teddy Picker est le troisième single du groupe de rock indépendant Arctic Monkeys issu de l'album Favourite Worst Nightmare sorti le 3 décembre 2007 au Royaume-Uni. La chanson entre à la 20e place des charts britanniques.

## Vidéo clip
Le clip a été réalisé par Roman Coppola, qui avait déjà travaillé avec The Strokes, Daft Punk et Phoenix entre autres. Le clip a été réalisé en une seule journée, on y peut voir le groupe jouant la chanson en live au RAK Studios à Londres et marchant dans pub local. Le clip a notamment remporté le NME Award du meilleur clip en 2008.

## Liste des pistes
| 1. | Teddy Picker                         | Alex Turner                                         | Arctic Monkeys | 2:43 |
| 2. | Bad Woman (featuring Richard Hawley) | Patrick Sickafus (Arctic Monkeys et Richard Hawley) | Death Ramps    | 2:18 |
| 3. | The Death Ramps                      | Death Ramps                                         | Death Ramps    | 3:19 |
| 4. | Nettles                              | Alex Turner                                         | Death Ramps    | 1:45 |

| 1. | Teddy Picker                         | Alex Turner                                         | Arctic Monkeys | 2:43 |
| 2. | Bad Woman (featuring Richard Hawley) | Patrick Sickafus (Arctic Monkeys et Richard Hawley) | Arctic Monkeys | 2:18 |

## Classements
| Classement (2007)  | Meilleure position |
| ------------------ | ------------------ |
| France             | 99                 |
| Irlande            | 32                 |
| Italie             | 35                 |
| Pays-Bas           | 98                 |
| Pologne            | 49                 |
| Royaume-Uni (indé) | 1                  |
| Royaume-Uni        | 20                 |